# Diane (1916)
El submarino francés Diane fue uno de los dos buques de la clase Diane construidos para la Marina Nacional francesa durante la Primera Guerra Mundial.
El 11 de febrero de 1918, el Diane sufrió una explosión interna en el golfo de Vizcaya, frente a La Pallice, Vendée, Francia, y se hundió con la pérdida de toda su tripulación de 43 personas.